# Szterényi Hugó
Szterényi Hugó, születési nevén Stern Hugó (Lengyeltóti, 1857. december 7. – Budapest, 1909. március 27.) zsidó származású magyar  bölcseleti doktor, mineralógus, természettudományi író, főgimnáziumi tanár. Szterényi József politikus bátyja.

## Élete
Stern Albert újpesti főrabbi és Fassel Júlia fia. Középiskolai tanulmányait Budapesten, az egyetemieket is ugyanott végezte. 1880-től 1884-ig Szabó József egyetemi tanár mellett foglalkozott ásvány-kőzettani vizsgálatokkal. 1881-ben tett tanári vizsgát a természetrajzból és vegytanból. 1884-85-ben Kecskeméten volt reáliskolai tanár; három évig az aradi főgimnáziumban, kettőig a székesfehérvári főreáliskolában tanított. 1891-ben a budapesti II. kerületi, 1894-ben a VII. kerületi főgimnáziumhoz helyezték át. Sokat járt külföldön a természetrajzi múzeumok és az oktatás, mint általában a középiskolai viszonyok tanulmányozására.
Számos ásvány-kőzettani, didaktikai és paedagogiai cikket írt, így a Természettudományi Közlönybe (1880-tól 1899-ig több cikk), a Képes Családi Lapokba (1885-86. A napsugarak értékesítése stb.), a Kölcsey-egyesület Évkönyvébe (1886-87. Sárkányok, A kenyérről), az aradi főgimnázium Értesítőjébe (1888. Mit figyeljen meg a tanuló a természetben?), a Magyar Nemzetgazdába (III. A petroleum kérdéséhez stb.); a Pallas Nagy Lexikonában az ásvány-földtani résznek szakszerkesztője és sok cikknek írója; a Pesti Hírlapnak munkatársa volt.

## Munkái
- Az Ó-Sopot és Dolnya-Lyubkova (Krassó-Szörénymegye) között levő terület eruptiv kőzetei. 2 kőnyom. táblával. Bpest, 1883. (A m. kir. Földtani-Intézet Évkönyve VI. 7.).
- A chemia elemei. IV. oszt. Számos szöveg-rajzzal. Bpest, 1889. (Hankó Vilmossal. 2. kiadás. Uo. 1896.).
- Természettudományi olvasmányok. Uo. 1890. Számos rajzzal. (Hankó Vilmossal. 2. kiadás 1906. Második sorozat 1908. Uo.).
- Ásványtan a gymnasium felsőbb osztályának használatára. 149 képpel. Uo. 1891. (2. kiadás. 1896., 3. k. 1899., 4. k. 1903., 5. k. 1907. Uo.).
- Kristályminták az Ásványtanhoz a gymnasium IV. oszt. használatára. 3 lapon 26 minta. Uo. 1892. (3. kiadás 1898., 4. k. 1900., 5. k. 1907. Uo.).
- Ásványtan polgári fiúiskolák használatára. 67 képpel. Uo. 1892. (2. k. 1900., 3. k. 1903., 4. k. 1904., 5. k. 1907., 6. k. 1907. Uo.).
- Ifjúsági olvasmányok a természet köréből. Uo. 1890., 1892., 1894. Három kötet. Tüll Ö. rajzaival.
- Növénytan, a középiskolák felsőbb osztályainak használatára, úgyszintén a tanítóképző intézetek számára. 9 színes táblával és 313 képpel a szövegben. Uo. 1896. (2. kiadás 1898., 3. k. 1902., 4. k. 1903., 5. k. 1904., 6. k. 1908. Uo.).
- Apróságok a természettudományok köréből. Uo. 1896., 1898., 1900. Három kötet. (Iparosok Olvasó Tára II. 10. IV. 1.).
- Hasznos olvasmányok. Uo. 1897. (Iparosok Olvasótára III. 9-10. Többekkel).
- Az iparban szereplő ásványok. Első sorozat: A kőszén, A petroleum. Második sorozat: A grafit. Az Asbest. Uo. 1897., 1899. Két kötet. (Iparosok Olvasótára III. 1. V. 1.).
- Olvasmányok az ipar, chemia és természettud. köréből. Uo. 1898. (Hankó Vilmossal).
- Mesterséges indigo. Uo. 1898. (Külön ny. a Természettud. Közlönyből).
- Az electrochemia mai szerepe. Uo. 1899. (Külön ny. a Természettud. Közlönyből).
- Természetrajz. A középiskolák alsó osztályai számára. (Az I. és II. osztály számára). 251 képpel és 10 színes táblával. Uo. 1899., 1900. Két kötet. (I. 2. k. 1903., 3. k. 1904., 4. k. 1906., 5. k. 1908. II. 2. k. 1904., 3. k. 1906. Uo.).
- Állattan. A középiskolák felsőbb oszt. számára, úgyszintén tanítóképzőintézetek használatára. Nyolcz színes táblával és 540 képpel a szövegben. Uo. 1902. (2. k. 1904., 3. k. 1907. Uo.).
- Állattan. Polgári fiú- és polgári leányiskolák számára. 6 színes táblával és 190 rajzzal a szövegben. Uo. 1902. (2. k. 1904., 3. k. 1907. Uo.).
- Növénytan. Polgári fiú- és polgári leányiskolák számára. 6 színes táblával és 220 képpel a szövegben. Uo. 1902. (2. k. 1903., 3. k. 1906., 4. k. 1908. Uo.).